# Jimmy Somerville
Jimmy Somerville (Glasgow, Escòcia, 22 de juny de 1961) és un cantant i compositor escocès. Va arribar a Londres el 1980 i durant la dècada del 1980 va cantar en els grups anglesos Bronski Beat (amb Steve Bronski i Larry Steinbachek) i The Communards (amb Richard Coles), aconseguint grans èxits amb versions de clàssics de la música disco, i després va continuar la seva carrera en solitari. És conegut en particular per la seva poderosa veu de contratenor/falset. És obertament gai, i va participar activament en l'escena LGTBI de Londres; moltes de les seves cançons, com ara "Smalltown Boy", contenen rebuig a l'homofòbia i el seu ideari socialista i en contra de les polítiques de l'administració de Margaret Thatcher.
També ha tingut experiència en el món de la interpretació, i ha treballat en les pel·lícules Orlando (adaptació de Sally Potter de la novel·la homònima de Virginia Woolf; 1992) i Looking for Langston (d'Isaac Julien; 1989) i en l'episodi "Girltown" de la sèrie de televisió Lexx (2000).

## Discografia

### AmbBronski Beat[7]
- 1984: The Age of Consent (London Records)

### AmbThe Communards[8]
- 1986: Communards (London Records)
- 1987: Red (London Records)

### En solitari[9]
- 1989: Read My Lips (London Records)
- 1995: Dare to Love (London Records)
- 1999: Manage the Damage (Gut Records)
- 2004: Home Again (Sony BMG)
- 2009: Suddenly Last Summer (Jess-E Musique Ltd.)
- 2015: Homage (Cherry Red)